# Geilsbüel
Geilsbüel, kurz Geils (sprich: Gils) genannt, ist ein Weiler in der Gemeinde Adelboden im Schweizer Kanton Bern.
Geilsbüel befindet sich zuhinterst im Tal gegen den Hahnenmoospass und liegt auf einer Höhe von 1700 m ü. M. in der Skiregion Adelboden-Frutigen-Lenk. In Geilsbüel befinden sich nebst dem Restaurant «Geilsbrüggli» auch die Talstationen der Kombibahn zum Hahnenmoospass sowie der beiden Sesselbahnen auf den Lavey und auf das Luegli.
Im Sommer verbindet eine Buslinie Adelboden mit Geils. Im Winter wird die Sillerenbahn bis Bärgläger genutzt, von wo aus Busse nach Geils fahren. Die private Anreise mit einem Motorfahrzeug ist bewilligungspflichtig. Die Abfahrtszeiten im Winter werden nicht offiziell, im Kursbuch Schweiz, publiziert, da eine Erschliessungsfunktion gemäss Art. 9 Abs. 2 FPV fehlt. Diese müssen auf der Website der Bergbahnen oder vor Ort konsultiert werden.
Koordinaten: 46° 27′ 25″ N, 7° 30′ 49″ O; CH1903: 605770 / 145080